# بولفينية فورتيونية

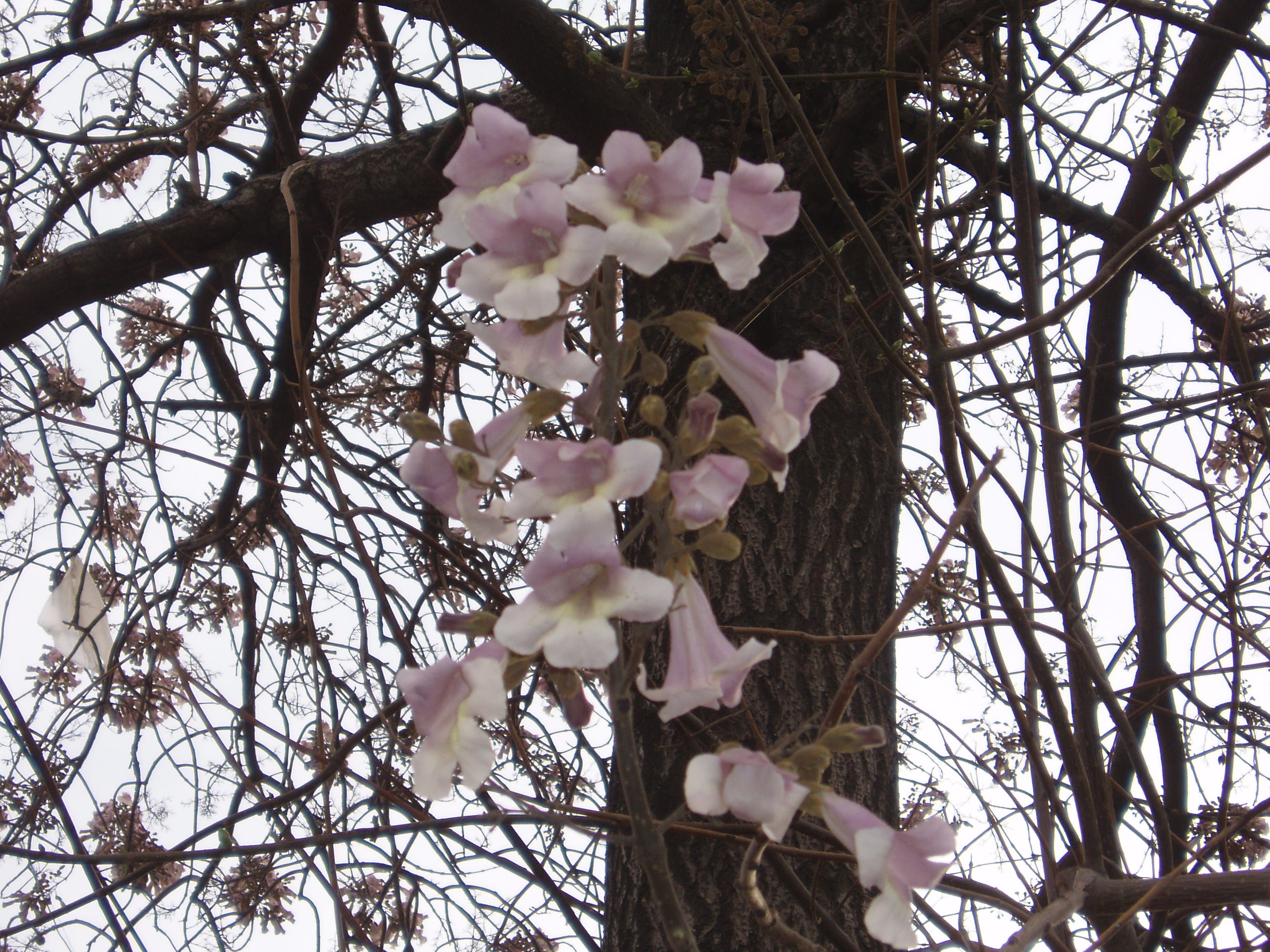

بولفينية فورتيونية (الاسم العلمي: Paulownia fortunei) هي نوع من النباتات تتبع جنس البولفينية من فصيلة البولفينية.